# نرل (ولگا)
نرل (انگلیسی: Nerl) یک رودخانه در استان یاروسلاول کشور روسیه است.